# Il Colosso di Rodi
Il Colosso di Rodi (De kolos van Rhodos) is een Italiaanse film uit 1961, onder regie van de Italiaanse regisseur Sergio Leone. Het was de eerste film waarvoor Leone gecrediteerd werd als enige regisseur. Ervoor had hij gewerkt als regieassistent, of als coregisseur (voor De laatste dagen van Pompeï). De titel verwijst naar een van de klassieke wereldwonderen: de Kolossus van Rodos.

## Verhaal
Darios, een Griekse krijger, wordt tijdens zijn verblijf op Rodos meegesleept in een plot om de tiran van het eiland van zijn troon te stoten. Hij krijgt te maken met lokale verzetslui, Fenicische spionnen en de knappe dochter van de bouwer van de kolos. 

## Rolverdeling
| Acteur             | Personage |
| ------------------ | --------- |
| Rory Calhoun       | Darios    |
| Lea Massari        | Diala     |
| Georges Marchal    | Peliocles |
| Conrado San Martín | Thar      |
| Ángel Aranda       | Koros     |

## Productie
De film werd opgenomen in Italië en Spanje. Hij geldt als een van de betere peplums of sandalenfilms uit dit gouden tijdperk voor dit genre.
De internationale versie duurt 128 minuten, de Italiaanse 142 en de integrale versie op DVD 145 minuten.